# یک بازی از دورف‌ها
 یک بازی از دورف‌ها  یک بازی دورف شکل،استراتژی هم‌زمان و شبیه‌سازی ساخت‌وساز و مدیریت است که توسط استودیوی بازی زیل ساخته و به دست پارادوکس اینتراکتیو، در تاریخ ۲۳ اکتبر ۲۰۱۲ برای رایانه‌های شخصی منتشر شد. یک نسخه برای پلی استیشن ۳ نیز در دست ساخت بود اما لغو شد.

## نقدها
نقدهای این بازی ، از کیفیت ساخت بازی انتقاد کرده اند و گرافیک بازی "به طور حیرت انگیزی" زشت و بی‌قواره است.